# Planning des travaux
Un planning des travaux est un tableau comportant des données importantes à une entreprise qui peuvent être fixes ou qui évoluent. Il peut être de différentes formes pour différents usages.
Le planning est une fonction d’ordonnancement qui a pour mission de  : 
- Préparer le travail.
- Organiser.
- Programmer.
- Lancer.

Le planning est un des seuls documents de chantier qui concerne absolument tout le monde, du client à l’entreprise, et à tous les niveaux de responsabilité. Cet article présente différents types de planning: planning à barre, GANNT, ou PERT en particulier.

## Les différents types de planning

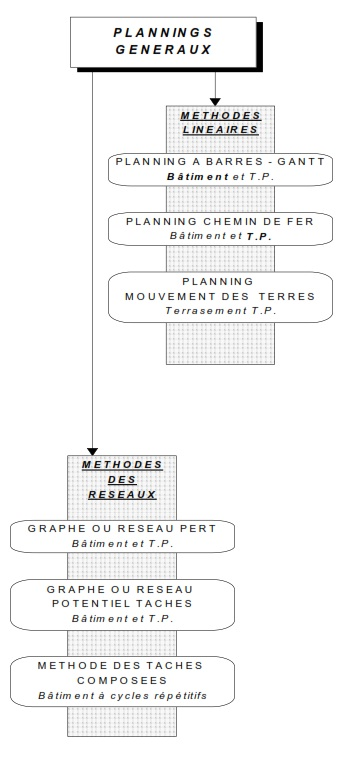

### Les plannings généraux
- Méthodes linéaire : planning à barres, planning chemin de Fer, planning en mouvement de terre, ...
- Méthodes des réseaux : graphique PERT, réseaux potentiel, ...

#### Planning à barres - Planning GANTT - méthode linéaire
Le diagramme de Gantt est un outil utilisé (souvent en complément d'un réseau PERT) en ordonnancement et gestion de projet et permettant de visualiser dans le temps les diverses tâches composant un projet. Il permet de représenter graphiquement l'avancement du projet.
Cet outil répond à deux objectifs : planifier de façon optimale et communiquer sur le planning établi et les choix qu'il impose.
Représentation :
| Planning général | Planning général  | Planning général | Planning général | Planning général | Planning général | Planning général | Planning général | Planning général | Planning général | Planning général | Planning général | Planning général | Planning général |  | chantier : |  |
| taches           | taches            | 1                | 1                | 1                | 1                | 2                | 2                | 2                | 2                | 3                | Mois             |                  |                  |  |            |  |
| N°               | Désignation       | 1                | 2                | 3                | 4                | 5                | 6                | 7                | 8                | 9                | 10               | 11               | 12               |  | semaines   |  |
| 1                | M                 |                  |                  |                  |                  |                  |                  |                  |                  |                  |                  |                  |                  |  |            |  |
| 2                | Infrastructure    |                  | -                | -                | -                |                  |                  |                  |                  |                  |                  |                  |                  |  |            |  |
| 3                | super structure   |                  |                  |                  |                  | -                | -                | -                |                  |                  |                  |                  |                  |  |            |  |
| 4                | maçonnerie        |                  |                  |                  |                  |                  |                  |                  | -                |                  |                  |                  |                  |  |            |  |
| 5                | Enduits           |                  |                  |                  |                  |                  |                  |                  |                  | -                |                  |                  |                  |  |            |  |
| 6                | Revêtement de sol |                  |                  |                  |                  |                  |                  |                  |                  |                  | -                |                  |                  |  |            |  |
| 7                | Étanchéité        |                  |                  |                  |                  |                  |                  |                  |                  |                  | -                |                  |                  |  |            |  |
| 8                | Peinture          |                  |                  |                  |                  |                  |                  |                  |                  |                  |                  | -                |                  |  |            |  |
| 9                | Menuiserie        |                  |                  |                  |                  |                  |                  |                  |                  |                  |                  | -                |                  |  |            |  |
| 10               | Électricité       |                  |                  |                  |                  |                  |                  |                  |                  |                  |                  |                  | -                |  |            |  |
| 11               | divers            |                  |                  |                  |                  |                  |                  |                  |                  |                  |                  |                  | -                |  |            |  |

#### Planning chemin de fer- méthode linéaire
Ce type de planning était utilisé par la SNCF pour représenter la marche des trains.
Utilisation : Dans le bâtiment, pour l’élaboration de planning de bâtiments élevés où les travaux sont répétitifs à chaque étage. On représentera ici le cheminement des équipes entre chaque étage.
Représentation  :

#### Planning de Graphe ouréseau PERT- méthode de réseau
Le graphique PERT (PERT : initiales de Program (ou Project) Evaluation and Review Technique, litt. " technique d'évaluation et d'examen de programmes " ou " de projets " et jeu de mots avec l'adjectif anglais " pert ", signifiant " malicieux ", " mutin ") permet de visualiser la dépendance des tâches et de procéder à leur ordonnancement. On utilise un graphe de dépendances. Pour chaque tâche, on indique une date de début et de fin au plus tôt et au plus tard. Le diagramme permet de déterminer le chemin critique qui conditionne la durée minimale du projet.
Cet outil fournit une méthode permettant d'optimiser et de planifier l'ordonnancement de tâches.
Représentation :

### Les planning particuliers

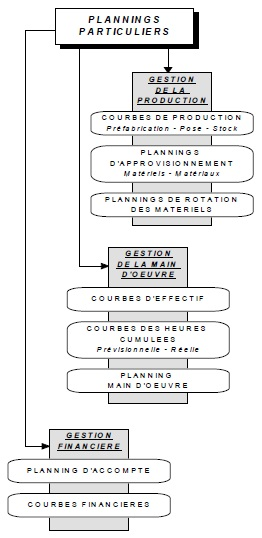

- gestion de production : courbe production, planning d'approvisionnement, planning rotation des matériels, ....
- gestion de main d'œuvre : courbe effectif, planning main d'œuvre, ...
- gestion financière : planning d’acompte, planning financière, ...

#### Gestion de la main d'œuvre

##### Courbes des heures cumulées de main d’œuvre
Représentation :

#### Gestion de la production

##### Planning d’approvisionnement
Ils sont élaborés à partir du planning général, pour déterminer les dates d’approvisionnement en matériels et matériaux.
- La durée de location ou de mobilisation pour le matériel.
- Les quantités de stocks pour les matériaux.

Représentation :
| Planning général    | Planning général | Planning général | Planning général | Planning général | Planning général | Planning général | Planning général | Planning général | Planning général | Planning général | Planning général | Planning général | Planning général | Planning général | chantier : | chantier : | chantier : | chantier : | chantier : | chantier : |
| taches              | taches           | 1                | 1                | 1                | 1                | 1                | 2                | 2                | 2                | 2                | 3                | 3                | 3                | 3                | 4          | 4          | 4          | 4          | 4          | Mois       |
| Désignation-taches  | Durée            | 1                | 2                | 3                | 4                | 5                | 6                | 7                | 8                | 9                | 10               | 11               | 12               | 13               | 14         | 15         | 16         | 17         | 18         | semaines   |
| pelle en location   | 1 s              |                  |                  |                  |                  |                  |                  |                  |                  |                  |                  |                  |                  |                  |            |            |            |            |            |            |
| grue à tour         | 13 s             |                  |                  |                  |                  |                  |                  |                  |                  |                  |                  |                  |                  |                  |            |            |            |            |            |            |
| poste de bétonnage  | 16 s             |                  |                  |                  |                  |                  |                  |                  |                  |                  |                  |                  |                  |                  |            |            |            |            |            |            |
| banches métalliques | 9 s              |                  |                  |                  |                  |                  |                  |                  |                  |                  |                  |                  |                  |                  |            |            |            |            |            |            |
| Etc.                |                  |                  |                  |                  |                  |                  |                  |                  |                  |                  |                  |                  |                  |                  |            |            |            |            |            |            |

##### Courbes de production
On général les trois courbes pour visualiser la production :
- Courbe d’évolution des stocks: Par déduction des deux autres courbes, on détermine le stock d’éléments.
- Courbe de préfabrication: A un instant donné, on peut visualiser le nombre d’éléments préfabriqués.
- Courbe de pose: A un instant donné, on peut visualiser le nombre d’éléments posés.

Représentation :

#### Gestion financière

##### Planning d’acompte – courbes financières
- On en déduit un planning d’acompte mois par mois.
- on peut tracer les courbes financières des dépenses et des recettes connaissant le délai de paiement.